# Cormac de Cashel
Cormac mac Cuilennáin (Cashel, c. 836 - Ballaghmoon, 13 de septiembre del 908 fue un rey y obispo irlandés, conocido como gran estudioso y canonizado en las iglesias católica y ortodoxa, con memoria celebrada el 14 de septiembre.
Cormac nació en Cashel, entonces capital del Reino de Munster, en la rama local del poderoso clan Eóganachta. Tomó los votos de celibato y se volvió obispo antes de ser elegido para el trono de Munster. Tuvo un reinado caracterizado por conflictos militares y expansión hacia otros territorios en el sur de Irlanda, pero fue finalmente muerto en la batalla de Ballaghmoon, contra Leinster, junto al rey de Osraige Cellach mac Cerbaill y seis mil hombres, en una derrota de la cual los Eóganachta nunca se recuperaron.